# Seid umschlungen Millionen
Seid umschlungen Millionen (Abbracciatevi o milioni di uomini) op. 443, è un valzer di Johann Strauss (figlio).
(Johann Strauss)

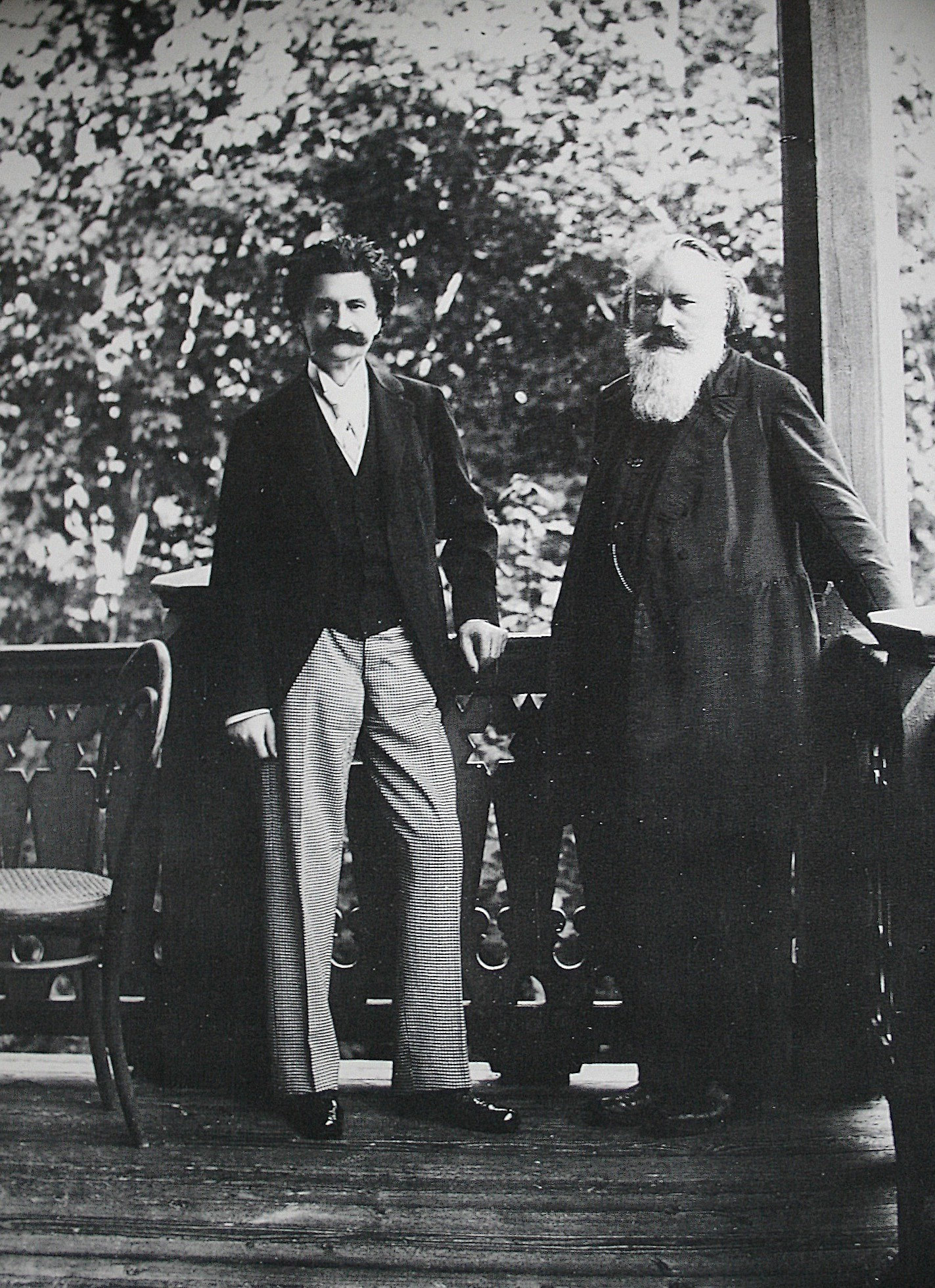
Johann Strauss e Johannes Brahms fotografati nel 1894.

Così scriveva Johann Strauss, il 25 ottobre 1891, in una lettera a Fritz Simrock editore, fra l'altro, della sua prima opera e unica Ritter Pàsmàm (prima all'Hofoperntheater, Vienna. 1º gennaio 1892). Con tale dedica, il re del valzer, sperava di poter rafforzare ancora di più il legame d'amicizia fra lui e Brahms dopo un breve periodo di incomprensioni (Brahms aveva espresso il proprio disaccordo per la decisione di Strauss di comporre un'opera come Ritter Pàsmàn).
Fin da quando il valzer venne scritto, Strauss stabilì che il titolo sarebbe stato Seid umschlungen Millionen, anche dietro consiglio di Simrock. Sotto al titolo sarebbe stata inserita la seguente dicitura: Dedicato in amicizia al Dr. Brahms.
Il titolo della composizione si ispira liberamente all'Ode alla gioia di Friedrich Schiller.
Intanto Strauss decise di eseguire il valzer (come aveva promesso alla principessa Pauline von Metternich) alla grande Esposizione internazionale di teatro e musica che si sarebbe svolta al Prater di Vienna il 7 maggio 1892.
Tuttavia, quando Johann Strauss apprese che il nuovo valzer sarebbe stato eseguito per l'esposizione con un'altra orchestra, preferì incorrere nella collera della principessa pur di poter dirigere il suo valzer, con la sua orchestra, nella sala del Musikverein il 27 marzo 1892 (più di 6 settimane prima dell'apertura dell'esposizione).
Brahms non mancò alla prima esecuzione del lavoro e già il giorno prima mandò i suoi apprezzamenti all'amico lasciandogli davanti a casa il suo biglietto da visita con il messaggio:
(Johannes Brahms)
Il valzer venne accolto da molti applausi e Brahms scrisse a Simrock:
(Johannes Brahms)
Sottolineando la grande ammirazione per Brahms, Strauss prese la decisione di scrivere personalmente l'arrangiamnento per pianoforte della composizione (compito che normalmente spettava all'editore) e Simrock fu abile a pubblicare il valzer (inserendovi la dedica a Brahms) nelle sale fin dall'aprile del 1892.
Tuttavia, a Vienna la composizione fu lontana dall'incontrare il favore duraturo del pubblico. Johann scrisse a suo fratello Eduard Strauss:
(Johann Strauss)
Da parte sua, Eduard, aggiunse il valzer alla lista di brani che avrebbe presentato durante il suo tour in Germania, e alla fine di maggio avvisò il fratello:
(Eduard Strauss)
Millionen-walzer trovò un'uguale accoglienza anche durante l'Esposizione Internazionale quando Eduard e l'orchestra Strauss lo eseguirono il 13 settembre 1892.